# Flaujac-Gare
Flaujac-Gare ist eine französische Gemeinde mit 86 Einwohnern (Stand 1. Januar 2022) im Département Lot in der Region Okzitanien. Sie gehört zum Kanton Gramat und zum Arrondissement Figeac.
Nachbargemeinden sind Issendolus im Norden, Thémines im Nordosten, Saint-Simon im Osten, Durbans im Süden und Reilhac im Westen.

## Bevölkerungsentwicklung
| Jahr      | 1962 | 1968 | 1975 | 1982 | 1990 | 1999 | 2008 | 2018 |
| --------- | ---- | ---- | ---- | ---- | ---- | ---- | ---- | ---- |
| Einwohner | 84   | 85   | 74   | 65   | 72   | 70   | 90   | 96   |

## Eisenbahnunfall
Am 3. August 1985 ereignete sich der Eisenbahnunfall von Flaujac.